# بوگوچان
بوگوچان (به لاتین: Boguchan) یک منطقهٔ مسکونی در روسیه است که در استان آمور واقع شده‌است.